# Holden Roberto
Holden Alvaro Roberto (São Salvador do Congo, 12 de gener de 1923- Luanda, 2 d'agost de 2007) va ser un dirigent nacionalista angolès durant la Guerra de la Independència d'Angola. Va començar la seva activitat política en 1954 fundant la União das Populações do Norte de Angola (UPNA), després rebatejada com a União das Populações de Angola (UPA). En 1960 arribà a un acord amb el MPLA que no arribaria a desenvolupar-se, per assumir per la seva banda el lideratge en la lluita contra el colonialisme portuguès. Els Estats Units, Zaire, Sud-àfrica, i la República de la Xina el van recolzar en la seva lluita contra el MPLA.

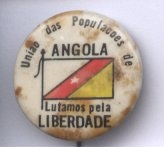
Emblema de la UPA.

## Biografia

### Primers anys
Era fill de Garcia Diasiwa Roberto i Joana Lala Nekaka (i descendent de la monarquia del regne del Congo.) La seva família es va traslladar a Léopoldville, Congo Belga en 1925. En 1940 es va graduar a l'escola de la missió baptista. Va treballar per al ministeri de finances belga a Léoopoldville, Bukavu, i Stanleyville durant vuit anys. En 1951 va visitar Angola i va ser testimoni de funcionaris portuguesos abusant d'un ancià, cosa que el va inspirar a començar la seva carrera política.
El 14 de juliol de 1954 Roberto i Barros Necaca fundaren la União das Populações do Norte de Angola (UPNA), després anomenada União das Populações de Angola (UPA). Com a president de l'UPA, Roberto va representar Angola en el Congrés de Pobles Panafricà de Ghana celebrat clandestinament a Accra, Ghana en desembre de 1958. Allí va conèixer Patrice Lumumba, el futur Primer Ministre de la República Democràtica del Congo, Kenneth Kaunda, el futur President de Zàmbia, i el nacionalista kenyata Tom Mboya. Va adquirir un passaport guineà i va visitar les Nacions Unides. Jonas Savimbi, el futur líder d'UNITA, es va unir a l'UPA en febrer de 1961 a instàncies de Mboya i del Primer Ministre de Kenya Jomo Kenyatta. Poc després Roberto nomenà Savimbi secretari general de l'UPA.
El Consell de Seguretat Nacional dels Estats Units va començar a donar ajuda a Roberto en la dècada de 1950, pagant-li 6,000 anuals $ fins a 1962 quan el Consell de Seguretat Nacional va augmentar el seu salari a 10.000 $ per a la recopilació d'informació.

### El FNLA
Després de visitar les Nacions Unides, va tornar a Kinshasa i organitzà militants bakongo organitzada. Va posar en marxa una incursió a Angola el 15 de març de 1961 liderant de 4.000 a 5.000 militants. Les seves forces van prendre granges, edificiss governamentals, i centres comercials, matant a tots els que van trobar. Almenys 1.000 blancs i un nombre desconegut de nadius van morir. Comentant la incursió, Roberto va dir, "aquesta vegada els esclaus no s'encongeixen". Ho van massacrar tot.
Roberto es va trobar amb el president dels Estats Units John F. Kennedy el 25 d'abril de 1961. Quan va sol·licitar ajuda aquell mateix any al govern de Ghana, el president Kwame Nkrumah el van rebutjar per considerar que el govern dels Estats Units ja l'estava pagant. Roberto va unificar l'UPA amb el Partit Democràtic d'Angola per formar el Front Nacional d'Alliberament d'Angola (FNLA) el març de 1962 i unes setmanes més tard, el 27 de març, va establir el Govern Revolucionari d'Angola en l'Exili (GRAE), nomenant-ne Savimbi com a Ministre d'Afers Exteriors. Roberto va establir una aliança política amb el president del Zaire Mobutu Sese Seko divorciant-se de la seva esposa i casant-se amb una dona del mateix poble que l'esposa de Mobutu. Roberto va visitar Israel en la dècada del 1960 i va rebre ajuda israeliana de 1963 a 1969.
Savimbi va deixar el FNLA en 1964 i va fundar UNITA en resposta a la manca de voluntat de Roberto de portar la guerra fora del tradicional regne del Congo.
Zhou Enlai, Primer Ministre del Consell d'Estat de la República Popular de la Xina, va invitar Roberto a visitar la República Popular de la Xina en 1964. Roberto no ho va fer perquè Moïse Tshombé, el President de Katanga li va dir que no se li permetria tornar al Congo.
En la vigília de la independència d'Angola, Zaire, en un intent d'instal·lar un govern pro-Kinshasa i frustrar la instal·lació al poder del MPLA, va desplegar a Angola unitats de vehicles blindats, paracaigudistes, i tres batallons. Tanmateix el FNLA i la victòria del Zaire es van evitar per una afluència massiva de forces cubanes que els van derrotar rotundament.

### Independència i Guerra Civil
El 25 d'abril de 1974 el govern portuguès de Marcelo Caetano va ser enderrocat per un cop militar (la Revolució dels Clavells), i el nou govern resultant va decidir acabar la guerra colonial portuguesa a Angola, Moçambic, Timor Oriental, Guinea Portuguesa i Cap Verd, que havien convertit a la nació lusitana al país menys desenvolupat de tota l'Europa occidental.
Roberto esperava que el fet de ser anticomunista i prooccidental convenceria al govern de Caetano a negociar amb ell, però després del seu derrocament, va haver d'admetre en el tractat d'Alvor del 14 de gener de 1975 que es fixés la data d'independència per l'11 de novembre de 1975, i que el partit que tingués el control de Luanda en aquell moment seria reconegut per Portugal com a força de govern. El FLNA, fort a Angola occidental, va rebre el suport dels Estats Units, Zaire i la Xina. Va segrestar membres del MPLA, els deportà a Kinshasa i els va matar. La guerra va ser decantant-se gradualment cap al MPLA, que gaudia d'un ampli suport popular i que va prendre el control de la capital poc abans de la data estipulada. Tanmateix les tropes del FNLA foren derrotades a la batalla de Quifangondo i es replegaren al Zaire. I l'ús de mercenaris com el coronel Callan que finalment fou executat per crims de guerra en el judici de Luanda el van desprestigiar davant Occident. Es va veure obligat a exiliar-se a França i al Zaire.
En 1991 el FNLA i el MPLA signaren els acords de Bicesse, que permeteren Roberto tornar a Angola. Fou candidat a la presidència angolesa a les eleccions generals d'Angola de 1992, però només va rebre el 2,1% dels vots. Tanmateix, tot i que el FNLA va obtenir 5 escons va rebutjar participar en el govern.
Roberto va morir el 2 d'agost de 2007 a la seva llar a Luanda. Després de la mort de Roberto el President José Eduardo dos Santos el va lloar, "Holden Roberto va ser un dels pioners de la lluita d'alliberament nacional, el nom del qual va encoratjar una generació de angolesos a optar per la resistència i combatre per la independència del país", i va donar a conèixer un decret de nomenament d'una comissió per organitzar una cerimònia de funeral.